# Empire (canção)
"Empire" é uma canção gravada pela artista musical colombiana Shakira, para o seu décimo álbum de estúdio auto-intitulado, Shakira (2014). Foi escrito por Steve Mac e Ina Wroldsen, enquanto a produção ficou por conta de Mac e Shakira. A música foi lançada como o segundo single do álbum em 22 de fevereiro de 2014. "Empire" é uma balada de música rock downtempo sobre encontrar um amor tão poderoso que seu sentimento poderá fazer "o mundo se unir". Os seus vocais na faixa foram comparados com os de Tori Amos, Jewel, Joni Mitchell e Alanis Morissette.
Após o lançamento, "Empire" foi aclamado pelos críticos de música, que elogiou a cantora por voltar às suas raízes no rock. Alguns até a chamaram de balada maravilhosa e elogiaram os vocais da artista. A música marcou moderadamente em países como França, Coreia do Sul e Espanha. Nos Estados Unidos, alcançou o número 58 na Billboard Hot 100. O videoclipe da música foi lançado em 25 de março de 2014 e retrata Shakira correndo como uma noiva fugitiva cercada pelo fogo e do lado da montanha de Montserrat, perto de Barcelona. Shakira interpretou a música em vários lugares, incluindo The Voice (ambos dos EUA e Reino Unido), Billboard Music Awards, The Tonight Show Starring Jimmy Fallon, iHeartRadio Music Awards e outros.

## Antecedentes e lançamento
Após o sucesso de seu nono álbum de estúdio, Sale el sol, em 2010, Shakira revelou em novembro de 2011: "Comecei a trabalhar no estúdio de gravação sempre que eu tiver tempo em Barcelona e aqui em Miami. Estou trabalhando com diferentes produtores e DJs, e tento me afastar disso e encontrar novas fontes de inspiração e nova motivação musical. Estou ansiosa para retornar ao estúdio. Meu corpo está pedindo por isso". Em 2012, foi relatado que Shakira estava gravado o videoclipe para o primeiro single "Truth or Dare" de seu novo projeto, em Lisboa, Portugal. No entanto, devido à gravidez da cantora, a música não foi lançada. Mais tarde, em março de 2014, Shakira explicou à Billboard que: "Fazem dois anos e meio que estou sem fazer músicas, trilhar, fazer de novo, fazer oito versões de cada música, ter um bebê, fazer o The Voice, chegar de volta ao estúdio, me reconectar com minhas músicas".
Em dezembro de 2013, a Sony Music Entertainment relatou que o novo single de Shakira seria lançado em janeiro de 2014 e que deveria ser um dueto com a artista de gravação barbadense Rihanna. Em 13 de janeiro de 2014, "Can't Remember to Forget You" foi lançado e, de fato, possui a participação de Rihanna. Em 24 de fevereiro de 2014, POPJustice anunciou que "Empire" seria o segundo single do álbum. A arte da capa apresenta Shakira com um vestido branco sem alças e os cabelos amarrados para trás. Shakira também estreou a faixa no VEVO no mesmo dia e foi disponibilizado como download gratuito na prevenda do dico Shakira. A página oficial do Facebook da cantora anunciou a canção como o segundo single do projeto.

## Composição
"Empire" foi escrito pelo compositor britânico Steve Mac e a norueguesa Ina Wroldsen, enquanto Mac também cuidou da produção da música. "Empire" é uma balada de música rock downtempo, começando em modo acústico com uma introdução lenta antes que Shakira comece a gritar através do refrão, de acordo com o Mike Wass do Idolator. Liricamente, "Empire" fala sobre uma grande paixão que a cantora simplesmente não pode expressar em palavras.
Leila Cobo, da Billboard, ressalta que "Empire" parece um pouco como uma música de Tori Amos, escrevendo: "a fragilidade na voz de Shakira, as cordas de fundo e o gancho apaixonante são todos evocadores dos "Little Earthquakes" de Amos. Maggie Pannacione de Artistdirect comparou a música com os trabalhos de Joni Mitchell e Alanis Morissette, mas "no modo Latino de Shakira".

## Recepção da critica
"Empire" foi aclamado pelos críticos de música, com a maioria dos críticos elogiando a cantora por voltar para suas raízes de rock. Leila Cobo da Billboard chamou a faixa de "uma balada de rock maravilhosa que remete aos primeiros trabalhos de Shakira". Jason Lipshut também de Billboard o chamou de "downtempo, faixa de emoção pura". Jazz Tangcay do So So Gay, a chamou de uma "balada forte" que "doi alguns ouvidos, mas parece guitarra rock e um som pesado é a direção que Shakira está fazendo com o seu próximo álbum auto-intitulado". Mike Wass do Idolator escreveu que 'Empire' "é sua mais estridente aventura rock de longe".
Emily Mackay, da Digital Spy, descreveu a faixa como "um tipo de pop mais maduro, clássico, liderado por piano com uma corrida filosófica e espetacular", com "um coro cósmico-orgásmico". Maggie Pannacione da Artistdirect, simplesmente a chamou de "impecável e única", enquanto Jamieson Cox da revista Time, elogiou a faixa por ter uma grandeza de tema e um destaque nos ricos e variados vocais de Shakira", observando que "Se você vai dar o seu single um moniker imperial, seria melhor vir com toneladas de espaço e um clímax explosivo, Shakira entrega em ambos os aspectos".

## Videoclipe
Em 10 de março, Shakira publicou uma foto sua retirada do videoclipe de "Empire". As fotos mostram a cantora vestida com um vestido de casamento branco. Em 13 de março de 2014, um lyric video foi carregado em sua conta do YouTube. Mike Wass, da Idolator, chamou de "um documentário de natureza bem atraído com uma trilha sonora bastante incrível". Ele prosseguiu descrevendo o vídeo lírico, afirmando que: "A festa visual apresenta fotografia em câmera lenta de germinação de sementes e flores florescendo - um ajuste extremamente bom para as letras esquisitas da colombiana sobre estrelas que fazem amor no universo".
O clipe oficial foi lançado em 25 de março de 2014, dirigido por Darren Craig, Jonathan Craven e Jeff Nicholas do Uprising Creative. No clipe, Shakira corre como uma linda noiva de branco a ponto de caminhar pelo corredor de uma igreja com flores. Mas em um toque de sonho, Shakira tem uma mudança de coração e vê-se pegando suas saias e fugindo por um grande campo verde iluminado pelo sol. Mais tarde, ela se vê em pé nos degraus da igreja com seu vestido pegando fogo.
O clipe da música Empire foi filmado na cidade de Esparreguera (Espanha), perto de um subúrbio abandonado.

## Performances ao vivo
Em 25 de março de 2014, Shakira realizou uma festa de lançamento do álbum na iHeartRadio, que foi apresentada pela Target, ao vivo no iHeartRadio Theatre Los Angeles. Durante a festa de lançamento, Shakira realizou quatro músicas do álbum, que incluíram "Empire". No dia seguinte, Shakira cantou a música, durante uma entrevista promocional com Jimmy Fallon no The Tonight Show Starring Jimmy Fallon. No mesmo dia, Shakira cantou "Hips Don't Lie" e "Empire" durante um show ao vivo no The Today Show no Rockerfella stadium. Em 29 de março de 2014, Shakira cantou "Empire" ao vivo no The Voice UK. Em 22 de abril de 2014, ela interpretou a música no The Voice, na qual ela é juíza. Em 1 de maio de 2014, ela performou a música no primeiro prémio anual iHeartRadio Music Awards. Em 10 de maio de 2014, ela interpretou a música no Wango Tango. Em 18 de maio de 2014, ela atuou no Billboard Music Awards.

## Créditos
Todo o processo de elaboração da canção atribui os seguintes créditos pessoais:
- Shakira – vocalista principal, produção, arranjos;
- Steve Mac - composição, produção, produção vocal;
- Ina Wroldsen - composição, vocais de apoio;
- Paul Gendler - guitarra;
- Dann Pursey - engenharia;
- Dave Clauss - engenharia, mistura;
- Joel Condel - assistência de mistura;
- Hossam Ramzy - produção e condução de instrumentos de cordas;
- Gerges Sobhy - gravação de instrumentos de cordas.

## Desempenho nas tabelas musicais

### Paradas semanais
| Chart (2014)                                     | Maior posição |
| ------------------------------------------------ | ------------- |
| Bélgica (Ultratip Bubbling Under da Valônia)     | 15            |
| Bulgária (IFPI)                                  | 27            |
| Canadá (Canadian Hot 100)                        | 92            |
| Coreia do Sul (Gaon International Digital Chart) | 97            |
| Escócia (Scottish Singles Chart)                 | 21            |
| Eslováquia (Rádio Top 100)                       | 55            |
| Espanha (PROMUSICAE)                             | 29            |
| Estados Unidos (Billboard Hot 100)               | 58            |
| Estados Unidos (Billboard Mainstream Top 40)     | 26            |
| França (SNEP)                                    | 82            |
| Hungria (Rádiós Top 40)                          | 17            |
| Irlanda (IRMA)                                   | 60            |
| Líbano (The Official Lebanese Top 20)            | 8             |
| Reino Unido (UK Singles Chart)                   | 25            |

## Vendas e certificações
| Região                                         | Certificação | Vendas     |
| ---------------------------------------------- | ------------ | ---------- |
| Brasil (Pro-Música Brasil)                     | Ouro         | 20,000‡    |
| Estados Unidos (RIAA)                          | Platina      | 1,000,000^ |
| ^distribuições baseadas apenas na certificação |              |            |

## Histórico de lançamento
| País          | Data                    | Formato          | Gravadora             |
| ------------- | ----------------------- | ---------------- | --------------------- |
| Austrália     | 22 de abril de 2014     | Download digital | Sony                  |
| Bélgica       | 22 de abril de 2014     | Download digital | Sony                  |
| Canadá        | 22 de abril de 2014     | Download digital | Sony                  |
| Finlândia     | 22 de abril de 2014     | Download digital | Sony                  |
| França        | 22 de abril de 2014     | Download digital | Sony                  |
| Alemanha      | 22 de abril de 2014     | Download digital | Sony                  |
| Irlanda       | 22 de abril de 2014     | Download digital | Sony                  |
| Itália        | 22 de abril de 2014     | Download digital | Sony                  |
| Luxemburgo    | 22 de abril de 2014     | Download digital | Sony                  |
| Países Baixos | 22 de abril de 2014     | Download digital | Sony                  |
| Noruéga       | 22 de abril de 2014     | Download digital | Sony                  |
| Portugal      | 22 de abril de 2014     | Download digital | Sony                  |
| Espanha       | 22 de abril de 2014     | Download digital | Sony                  |
| Suécia        | 22 de abril de 2014     | Download digital | Sony                  |
| Suíça         | 22 de abril de 2014     | Download digital | Sony                  |
| EUA           | 25 de fevereiro de 2014 | Download digital | RCA Sony Latin Iberia |
| Nova Zelândia | 26 de fevereiro de 2014 | Download digital | Sony                  |
| EUA           | 22 de abril de 2014     | Hot AC radio     | RCA Sony Latin Iberia |
| Alemanha      | 28 de novembro de 2014  | CD single        | Sony                  |